# Pérák a SS
Pérák a SS je československý krátký animovaný film režiséra Jiřího Trnky z roku 1946 s hlavním hrdinou Pérákem. Film byl uveden v soutěži filmového festivalu v Cannes v roce 1946.

## Příběh
Hlavní postavou snímku je kominík, který se v průběhu nacistické okupace převlékl za postavu Péráka, mstícího český národ. Hrdinný a zlomyslný fantom s maskou vyrobenou z ponožky a vzdorující zákazu vycházení, se pohybuje neviditelně po Praze tak, že schopen provádět fantastické skoky s gaučovými pružinami na botách. Posmívá se hlídkám okupační německé armády a gestapu, než uteče v surrealistické groteskní honičce potemnělým městem.

## Kulturní dopad

### Městská legenda

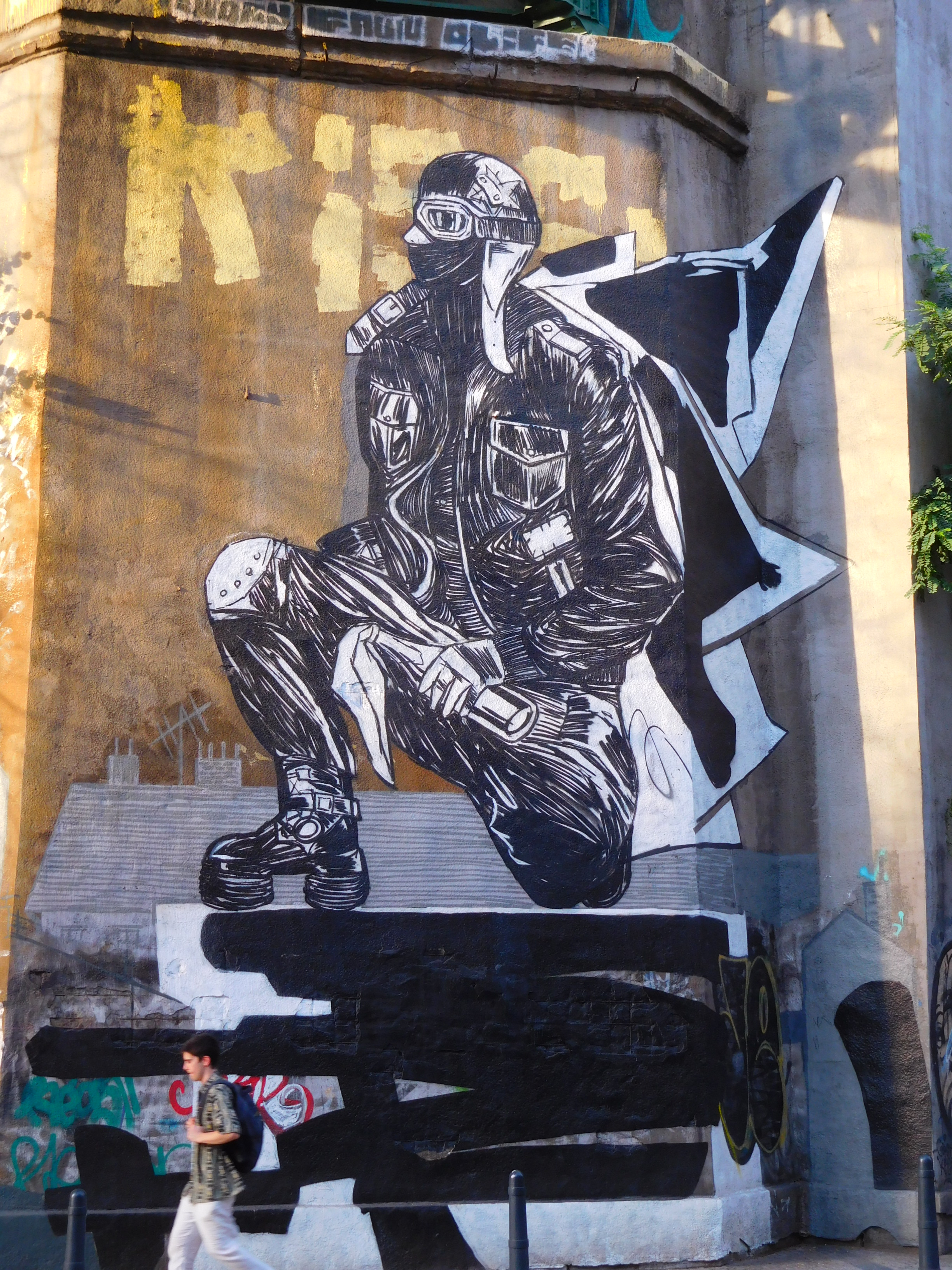
Pérák na muralu od Toy Box

Trnkova poválečná interpretace Péráka jako kvazi-superhrdiny položila základ sporadickým návratům a oživení postavy v českých sci-fi a komiksových příbězích. Snímek měl bohatý ohlas i v zahraničí, o čemž svědčí i uvedení na kompilačním DVD Cartoons for Victory. Postava Péráka žije v kulturním povědomí a objevuje se také v současných dílech a městských legendách (např. v nedávném muralu výtvarnice Toy Box na pražském Žižkově).

### Uvedení na DVD
Pérák a SS byl uveden v DVD antologii krátkých filmů z druhé světové války Cartoons for Victory, která vyšla 2. května 2006. Film byl také v USA uveden pod názvem The Chimney Sweep.